# Koštanojezičnjače
Koštanojezičnjače (Osteoglossiformes), red riba iz nadreda Teleostei ili pravih koštunjača. Pripadaju mu porodice Arapaimidae, Gymnarchidae, Hiodontidae, Mormyridae, Notopteridae, Osteoglossidae i Pantodontidae.
Ovaj red obuhvaća velike slatkovodne ribe (od pola metra pa naviše) u tropskim područjima Amerike, Afrike i Azije, među kojima su Arapaima iz bazena Amazone, Gymnarchidae iz tropske Afrike i Nila, Hiodontidae (Sjeverna Amerika), riba slon (Mormyridae) koji taj naziv nosi zbog produljene gubice (tropska Afrika i Nil), riba nož (porodica Notopteridae) iz jugoistočne Azije, arowana iz Azije, Australije i Nove Gvineje koja nalikuje arapaimi pripada porodici Osteoglossidae koja je redu dala ime i riba leptir (porodica Pantodontidae) koja ima većinu peraja s donje strane obitava u vodama tropske zapadne Afrike.